# 創新科技署
創新科技署（簡稱：創科署）是中華人民共和國香港特別行政區政府創新科技及工業局轄下的部門。現任署長李國彬。

## 歷史
2000年7月1日，創新科技署以及投資推廣署成立，同時工業署和貿易署合併為工業貿易署。

## 隸屬
- 資訊科技及廣播局（2000年7月1日至2002年6月30日）
- 工商及科技局（2002年7月1日至2007年6月30日）
- 商務及經濟發展局（2007年7月1日至2015年11月19日）
- 創新及科技局（2015年11月20日至2022年6月30日）
- 創新科技及工業局（2022年7月1日至今）

## 歷任首長
- 何宣威（2000年7月—2002年6月）
- 王錫基（2003年8月—2007年11月）
- 陳育德（2007年11月—2009年9月）
- 王榮珍（2009年9月—2015年8月）
- 蔡淑嫻（2015年8月—2019年7月29日）
- 潘婷婷（2019年7月30日—2023年4月16日）
- 李國彬（2023年6月12日—）

## 歷任副署長
- 梁松泰
- 黎志華
- 黃宗殷
- 李國彬
- 區松柏
- 哈夢飛

## 屬下組織
- 香港應用科技研究院有限公司（簡稱應科院）

## 外部連結
- 香港特別行政區政府 創新科技署（页面存档备份，存于）
- 香港應用科技研究院